# کو ۶۴۹۸
سیارک ۶۴۹۸ (به انگلیسی: 6498 Ko، نامگذاری:1992UJ4) شش هزار و چهارصد و نود و هشتمین سیارک کشف شده‌است که در ۲۶ اکتبر ۱۹۹۲ کشف شد.
قدر مطلق سیارک برابر ۱۳٫۴۰ است.